# Danse avec le temps

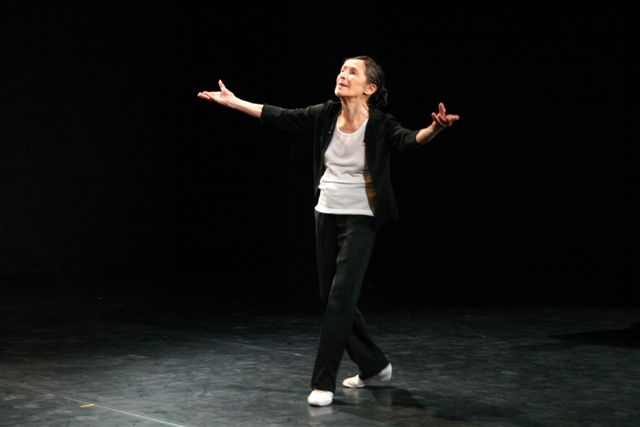
Ursula Cain in "Zeit tanzen seit 1927" von Heike Hennig (2006)

Danse avec le temps est un film de Trevor Peters d'après le spectacle autobiographique de danse-théâtre Temps - Danser depuis 1927 d'Heike Hennig.

## Synopsis
En février 2005, Heike Hennig était à la recherche d'anciens danseurs de l'Opéra de Leipzig pour une nouvelle chorégraphie. Les carrières des danseurs de ballet classique se finissent tôt, vers l'âge de 35 ans. À quelques exceptions près, quatre anciens danseurs professionnels âgés de 80 ans relèvent le défi de la chorégraphe d'Heike Hennig et remontent sur scène. Avec l’aide d’archives de danse de la ville de Leipzig (Tanzarchiv Leipzig), Heike Hennig avait pu contacter des professionnels ex-danseurs.
Les quatre danseurs ayant tous auparavant appartenu au corps de ballet de Leipzig exposent sur scène leurs émotions, leurs ressentis sur leurs vies grâce à une danse très expressive. Ils relatent aussi les changements profonds survenus pendant le dernier siècle en Allemagne. Les quatre danseurs relatent leurs histoires de vie et de danse partant de Mary Wigman et Gret Palucca jusqu'à Heike Hennig.
Le réalisateur Trevor Peters a produit un film à partir du « théâtre de danse » (mélange de théâtre et danse expressive) autobiographique Temps – danser depuis 1927 du metteur en scène Heike Hennig & Co. Danse avec le temps est un documentaire qui a été produit pour les grandes salles de cinéma, pour les chaînes de télévision Arte et ZDF et a été présenté sur les festivals internationaux de danse et de film documentaire.
Ce mélange de théâtre et de danse a été joué à l'Opéra de Leipzig. Trevor Peters en créait le film Danse avec le temps en ajoutant au spectacle de base des interviews et des vidéos personnelles des danseurs. Le film nous familiarise ainsi avec les danseurs Ursula Cain (° 1927), Christa Franze (1927-2009), Siegfried Prölß (° 1934) et Horst Dittmann (° 1943).
Le résultat de cette production nous montre finalement que rien n'est vieux dans ces personnages excepté leurs âges. Pendant le tournage du film se formait la pièce Les Sauts dans le temps - les protagonistes rencontrent les collègues plus jeunes de l’ensemble Heike Hennig & Co. Les générations différentes dansent différents styles de danse partant de la danse expressionniste avec le street dance et le contact improvisation jusqu’au ballet.
La première diffusion de Danse avec le temps à la télévision a eu lieu le 12 décembre 2009 sur Arte.

## Fiche technique
- Titre : Danse avec le temps
- Titre original : Tanz mit der Zeit
- Réalisation : Trevor Peters
- Chorégraphie : Heike Hennig
- Production : Heino Deckert
- Durée : 1h43
- Pays d'origine : Allemagne
- Format : Couleurs
- Genre : film de danse et documentation
- Date de sortie : 2007 (en Allemagne - festival de film DOK Leipzig), 2008 en salles
- Distribué par : Deckert-Distribution (international)

## Distribution
- Heike Hennig : Heike Hennig
- Ursula Cain : Ursula Cain
- Christa Franze : Christa Franze
- Siegfried Prölß : Siegfried Prölß
- Horst Dittmann : Horst Dittmann

## Développement
Le film a été produit par Ma.Ja.De Filmproduktion en coproduction avec ZDF et collaboration avec Arte. Le film a été présenté sur des festivals internationaux comme Dancing with Time. Ventura Filmverleih présentait le film en 2008 aux cinémas allemands et en 2009 en DVD. Pendant la foire du livre de Leipzig, le livre et le film ont été présentés par l’auteure Marion Appelt avec nombreuses photos de Friedrich U. Minkus et une préface de Renate Schmidt.